# サウスランド地方

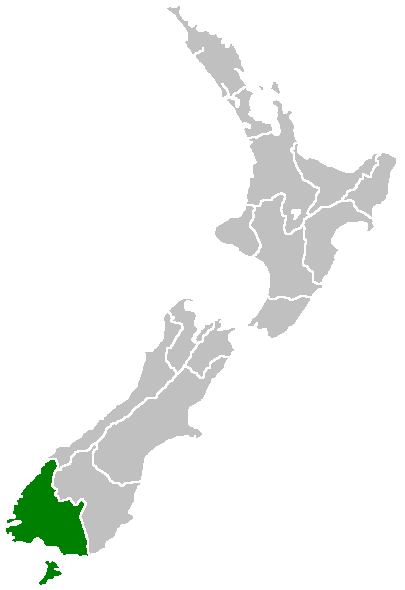
サウスランド地方の位置

サウスランド地方（サウスランドちほう、英: Southland Region、マオリ語: Murihiku）は、ニュージーランドの南島最南端の地方。地方内に同名の地区もある。面積は2万8681平方キロメートル。
この地方の都市はインバーカーギルひとつ。地区はサウスランド地区の他にゴア（Gore）がある。

## 歴史
もともとはオタゴ州の一部だったサウスランド州は、1861年から1870年までニュージーランドの州であった。サウスランド州は財政難のためオタゴ州に再統合されたが、1876年にニュージーランドの州は全廃された。

## 住民
人口は約10万人。また、国内では2番目に人口密度が低い。

### 代表
サウスランドは2つの国政選挙区に分けられる。地元選出の国会議員はビル・イングリッシュ（クルーサ＝サウスランド）とエリック・ロイ（インバーカーギル）である。両者はともに、与党国民党に所属している。

### 地方政府
サウスランド広域自治体、サウスランド地区そしてインバーカーギル市の各地方政府所在地は、インバーカーギルである。サウスランド地区にはウィントンとラムズデンの町と、スチュアート島全域が含まれる。

### 観光
7,860平方キロメートルの広さを誇るフィヨルドランド国立公園がある。また大部分がラキウラ国立公園として保護されているスチュアート島も管轄下にある。
観光収入はサウスランド地方の経済の主要な要素となっており、2003年には3億6,800万ニュージーランドドルの収入があった。このうち9,200万ニュージーランドドルはフィヨルドランド地域で払われた。